# Pegvisomant
Pegvisomant (Handelsname: Somavert®, Hersteller: Pfizer) ist ein Arzneistoff. Er wirkt als Antagonist des Rezeptors für Somatotropin, ein Wachstumshormon, und wird rekombinant hergestellt. Pegvisomant ist als Pulver zur Herstellung einer Injektionslösung im Handel und wird zur Behandlung der Akromegalie angewendet und dazu ins Unterhautgewebe gespritzt.

## Wirkungsmechanismus
Akromegalie ist eine Hormonstörung, die aus einer erhöhten Sekretion des Wachstumshormon Somatotropin und des Hormons IGF-1 (Insulinähnlicher Wachstumsfaktor-1, englisch Insulin-like-Growth-Factor-1) resultiert und sich in einem übermäßigen Wachstum der Knochen und von Weichteilgewebe äußert. Als Rezeptorantagonist bindet Pegvisomant an Wachstumshormonrezeptoren der Zelloberfläche, wo es die Bindung des Somatotropin blockiert und damit dessen Wirkung. In Folge sinkt auch der Serumspiegel des IGF-1.

## Unerwünschte Wirkungen
Zu den Nebenwirkungen von Pegvisomant können u. a. Reaktionen an der Injektionsstelle, periphere Ödeme (Schwellungen der Gliedmaßen), Brustschmerz, Parästhesien (Missempfindungen wie Kribbeln etc.), Störungen des Blutzuckerspiegels, Übelkeit und Leberentzündung (Hepatitis) zählen.